# Papa Inocêncio XII
Inocêncio XII, nascido António Pignatelli (Nápoles, 13 de março de 1615 — Roma, 27 de setembro de 1700) foi o Papa da Igreja Católica e Soberano dos Estados Papais de 12 de julho de 1691 até a data de sua morte.
Ele assumiu uma posição dura contra o nepotismo na igreja, continuando as políticas do Papa Inocêncio XI, que iniciou a batalha contra o nepotismo, mas que não ganhou força sob o Papa Alexandre VIII. Para esse fim, ele emitiu uma bula papal proibindo-a estritamente. O papa também usou essa bula para garantir que nenhuma receita ou terra pudesse ser concedida a parentes.

## Biografia

### Início da vida
Antonio Pignatelli nasceu em 13 de março de 1615 em Spinazzola (agora em Apúlia) de uma das famílias mais aristocráticas do Reino de Nápoles, que incluía vários vice-reis e ministros da coroa. Ele foi o quarto de cinco filhos de Francesco Pignatelli e Porzia Carafa. Seus irmãos eram Marzio, Ludovico, Fabrizio e Paola Maria.
Ele foi educado no Collegio Romano, em Roma, onde obteve um doutorado em direito canônico e civil.

### Carreira diplomática
Com 20 anos, ele se tornou um oficial da corte do Papa Urbano VIII. Pignatelli foi o referendo da Assinatura Apostólica e atuou como governador de Fano e Viterbo. Mais tarde, ele foi para Malta, onde serviu como inquisidor de 1646 a 1649, e depois governador de Perugia. Logo depois disso, ele recebeu sua ordenação sacerdotal.

### Episcopado e cardinalato

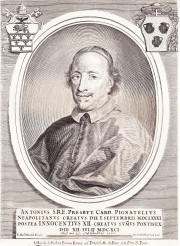
Cardeal Antonio Pignatelli

Pignatelli foi nomeado arcebispo titular de Larissa em 1652 e recebeu consagração episcopal em Roma. Ele serviu como Núncio Apostólico na Polônia de 1660 a 1668 e mais tarde na Áustria de 1668 a 1671. Foi transferido para Lecce em 1671. O Papa Inocêncio XI o nomeou cardeal-sacerdote de São Pancrácio em 1681 e depois mudou-se ele à sede de Faenza em 1682. Foi transferido para seu posto final antes do papado, como arcebispo de Nápoles em 1686.

## Papado

### Eleição papal
O Papa Alexandre VIII morreu em 1691 e o Colégio de Cardeais reuniu-se para realizar um conclave para selecionar seu sucessor. Facções leais ao Reino da França, Reino da Espanha e ao Sacro Império Romano-Germânico não concordaram com um candidato a consenso.
Após cinco meses, o cardeal Pignatelli emergiu como candidato de compromisso entre os cardeais da França e os do Sacro Império Romano. Pignatelli recebeu seu novo nome em homenagem ao Papa Inocêncio XI e foi coroado em 15 de julho de 1691 pelo protodeacon, cardeal Urbano Sacchetti. Ele tomou posse da Arquibasílica de São João de Latrão em 13 de abril de 1692.

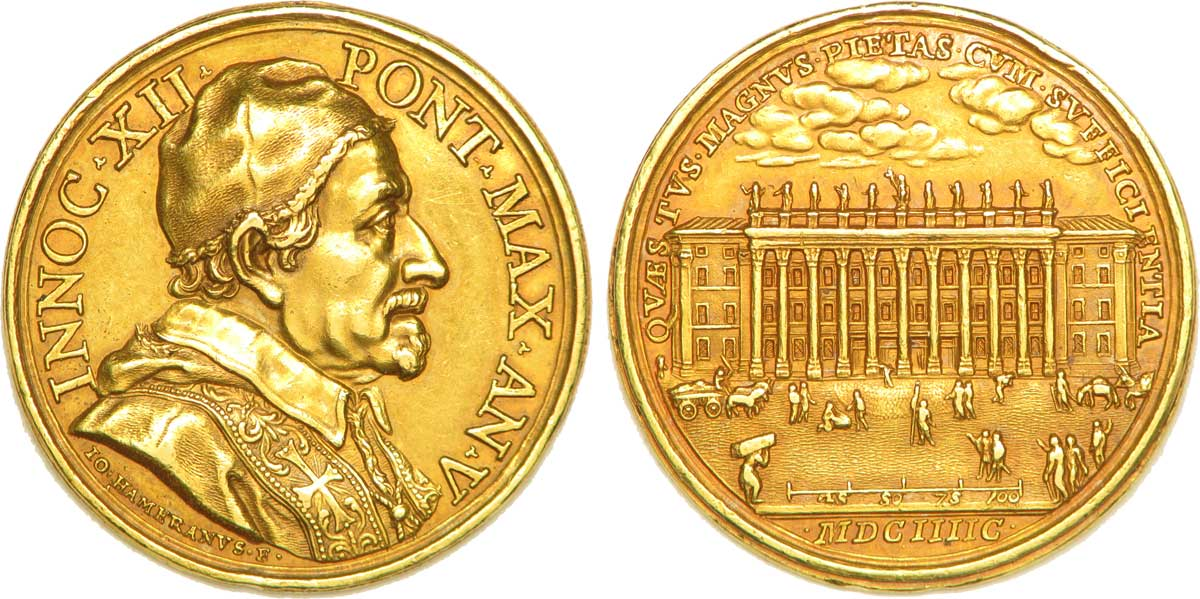
Inocente XII, 1695

### Ações
Imediatamente após sua eleição em 12 de julho de 1691, Inocêncio XII declarou sua oposição ao nepotismo que havia afligido os reinados de papas anteriores. No ano seguinte, ele emitiu a bula papal, Romanum decet Pontificem, que proíbe a curial escritório do cardeal-sobrinho e proibindo papas de concedendo propriedades, escritórios, ou receitas de qualquer parente. Além disso, apenas um parente (e apenas "se for de outro modo adequado") deveria ser elevado ao cardinalato.
Ao mesmo tempo, ele procurou verificar a simonia nas práticas da Câmara Apostólica e, para esse fim, introduziu em sua corte uma maneira de vida mais simples e econômica. Inocêncio XII disse que "os pobres eram seus sobrinhos" e comparou sua beneficência pública ao nepotismo de muitos predecessores.
Inocêncio XII também introduziu várias reformas nos Estados da Igreja, incluindo o Fórum Innocentianum, destinado a melhorar a administração da justiça dispensada pela Igreja. Em 1693, ele compeliu os bispos franceses a retratar as quatro proposições relativas às liberdades galicanas que haviam sido formuladas pela assembleia de 1682.
Em 1699, ele decidiu a favor de Jacques-Benigne Bossuet na controvérsia do prelado com Fénelon sobre a Explicação dos Maximes dos Santos na Vida Intimista deste último. O pontificado de Inocêncio XII também diferia muito dos de seus antecessores por causa de suas inclinações para com a França, em vez da monarquia de Habsburgo; o primeiro nos 20 anos seguintes ao fracasso da França em eleger seu candidato em 1644 e 1655.

### Consistórios
Inocêncio XII criou 30 cardeais em quatro consistórios; dois dos que ele elevou foram aqueles que ele reservou em pectore.

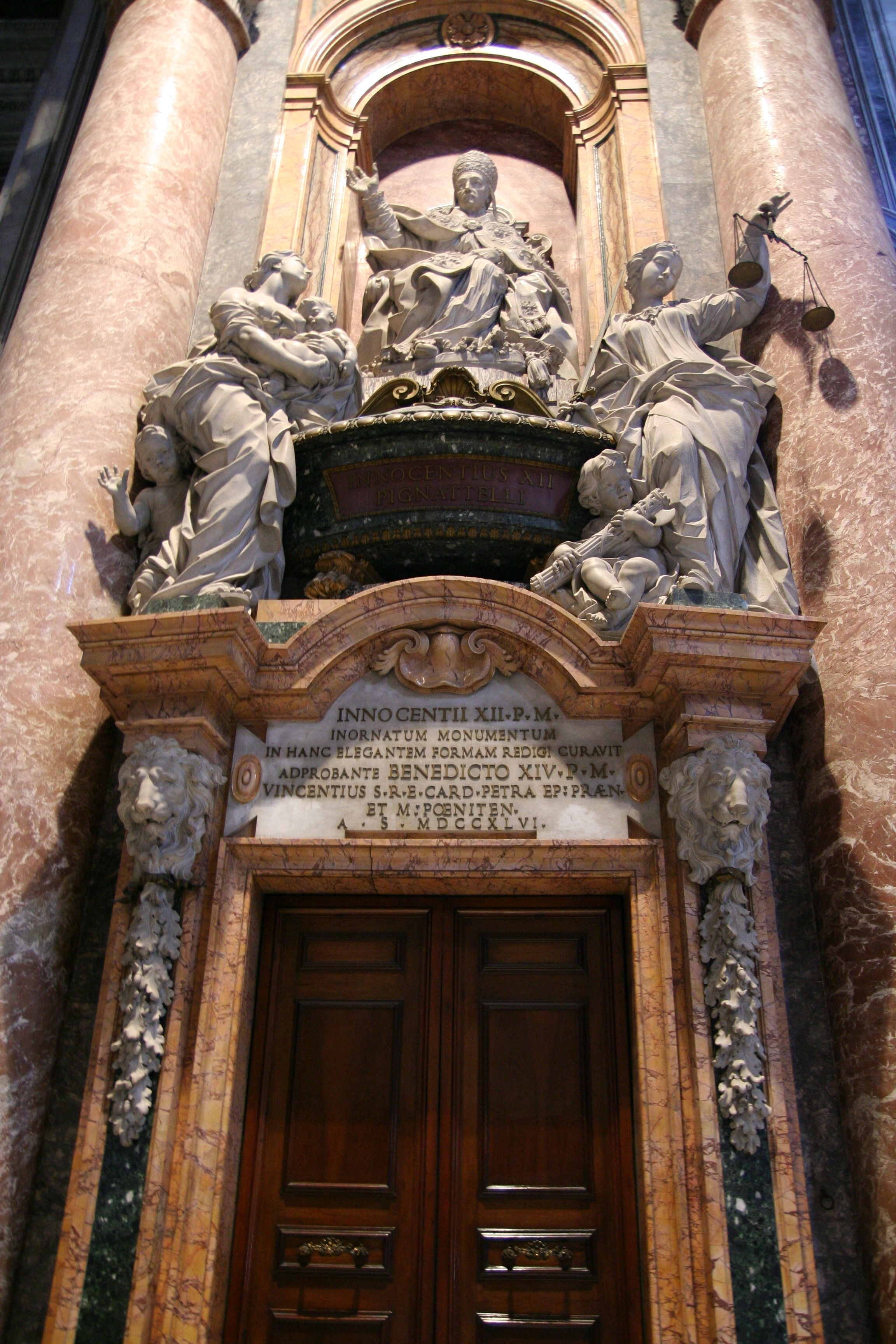
Monumento a Inocêncio XII, Basílica de São Pedro

### Canonizações e beatificações
Ele canonizou Santa Zita de Lucca em 5 de setembro de 1696. Inocêncio XII beatificou Augustin Kažotić em 17 de julho de 1700 e aprovou o culto de Ângela de Foligno em 1693. Também beatificou Hosana de Mântua em 24 de novembro de 1694, Mary de Cerevellon em 13 de fevereiro de 1692, Joana, Princesa de Portugal em 31 de dezembro de 1692, Umiliana de 'Cerchi em 24 de julho de 1694, Helen Enselmini em 29 de outubro de 1695 e Delphine em 1694.

### Morte
Inocêncio XII já estava gravemente doente em 25 de dezembro de 1699 com gota (uma doença reumática) e, portanto, não pôde assistir à abertura solene da Porta Santa na Basílica de São Pedro para marcar o início do Jubileu de 1700, daí o Cardeal Emmanuel-Théodose de La Tour d'Auvergne representou o pontífice na celebração solene. No Domingo de Páscoa de 1700, o pontífice gravemente doente deu uma bênção da sua varanda às grandes multidões no exterior do Palácio do Quirinal. Apesar de sua doença, nomeou três novos cardeais em junho de 1700.
Inocêncio morreu em 27 de setembro de 1700 e foi sucedido pelo Papa Clemente XI (1700–1721). Seu túmulo na Basílica de São Pedro foi esculpido por Filippo della Valle.

### Inocêncio na ficção
Inocêncio aparece como um dos narradores do longo poema de Robert Browning, The Ring and the Book (1869), baseado na história real da intervenção do papa em um julgamento histórico de assassinato em Roma durante seu papado. Inocêncio é o papa mais recente a ter pelos faciais decorativos.